# 2232 Altaj
2232 Altaj è un asteroide della fascia principale. Scoperto nel 1969, presenta un'orbita caratterizzata da un semiasse maggiore pari a 2,6656371 UA e da un'eccentricità di 0,1445747, inclinata di 3,69189° rispetto all'eclittica.